# Thismia neptunis
Thismia neptunis es una especie de planta de la familia Thismiaceae endémica de Malasia. Fue descubierta por el botánico italiano Odoardo Beccari en 1866, y posteriormente descrita en 1878. No fue observada nuevamente hasta el año 2017, cuando fue fotografiada por primera vez por un equipo de biólogos de la República Checa.
T. neptunis es una planta micoheterótrofa, vive bajo tierra, y obtiene nutrientes como parásito de hongos. No florece todos los años, y cuando lo hace, su flor aparece sobre el suelo por unas pocas semanas.